# Suinin Tennō
Suinin Tennō (垂仁天皇?) fue el undécimo emperador del Japón según el orden tradicional de sucesión.

El emblema de la flor de crisantemo es el símbolo (mon) del Emperador de Japón.

La princesa Yamatohime-no-mikoto es hija del Emperador Suinin y la fundadora del Santuario de Ise.

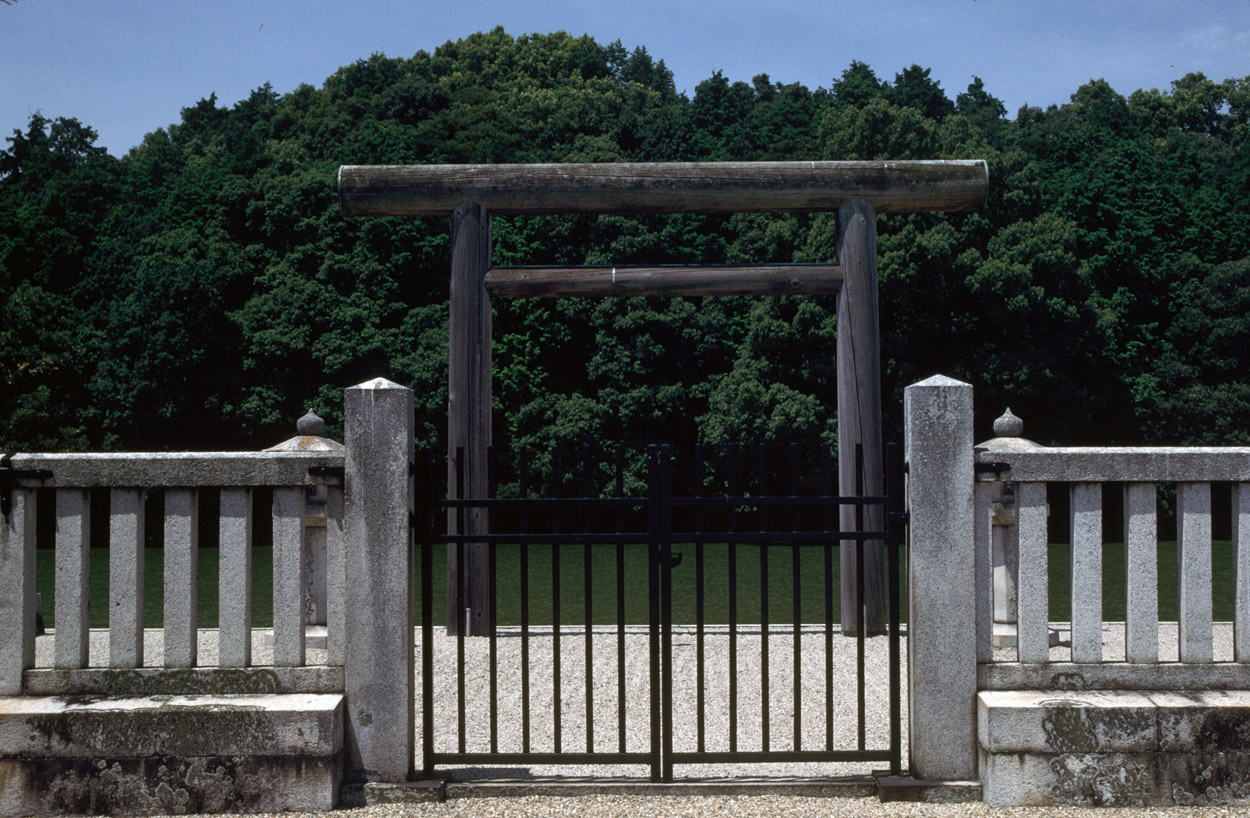
El mausoleo (misasagi) de Suinin Tennō en Nara.

No existen datos claros acerca de este emperador y es conocido por los historiadores como un "emperador legendario". Pero esto no implica necesariamente que esta persona no haya existido, sólo porque hay pocas referencias de este.